# MIEコーポレーション
株式会社MIEコーポレーション（エムアイイーコーポレーション、英: MIE CORPORATION CO., LTD. ）は、MIEテクノ、中部マテリアルズ等を傘下に持つ純粋持株会社である。
名古屋証券取引所メイン市場単独上場銘柄である。

## 概要
株式会社MIEコーポレーションは、株式会社MIEテクノに対する2008年1月4日付け株式移転によって設立された純粋持株会社であり、ステンレス鋼やチタンなどの特殊鋼・非鉄金属製管継手・フランジの製造販売を主要事業とする企業グループを構成している。
- 国内グループ企業
  - 株式会社MIEテクノ
  - 株式会社MIEフォワード
  - 株式会社中部マテリアルズ
- 海外グループ企業
  - 上海桑江金属科技有限公司
- その他関係企業
  - 株式会社MIEインターナショナル（2012年2月29日に持分の90%をイシグロ株式会社へ譲渡）
  - 星川高科貿易（上海）有限公司（株式会社MIEインターナショナルの100%子会社）

## 主力製品・事業
株式会社MIEコーポレーションは純粋持株会社であり、以下の事業は子会社である株式会社MIEテクノその他の事業会社が実施している。なお、株式会社MIEコーポレーションは純粋持株会社ではあるが、管継手及びフランジのセグメントが全事業の90%以上を占め、多角化経営は行っていない。
- 突合せ溶接式管継手
- 屋内配管継手
- プレハブ加工管
- ステンレス鋼製フランジ
- ねじ込み式管継手
- ハウジング形管継手 MIE-K
- ステンレス鋼製高圧管継手

## 主要事業所
- 本社 - 三重県桑名市大字星川1001
- 東京支店 - 東京都中央区八丁堀3丁目22-11
- 大阪支店 - 兵庫県西宮市鳴尾浜1丁目6-22

## 沿革
- 2008年（平成20年） - 株式移転により、持株会社株式会社MIEコーポレーション設立、名古屋証券取引所2部に上場。株式会社MIEインターナショナルを設立。
- 2009年（平成21年） - 「惠艾高科管件貿易（上海）有限公司」が「星川高科貿易（上海）有限公司」に商号変更。本社工場敷地内に新工場棟「部材加工工場」を建設。
- 2010年（平成22年） -  株式会社MIEテクノの西宮工場の機能を本社工場（桑名市大字星川1001番地）へ集約。株式会社MIEテクノ大阪支店と株式会社中部マテリアルズ大阪支店が西宮工場跡地に移転。株式会社中部マテリアルズ大阪支店は西日本支社として営業。
- 2011年（平成23年） - 金日実業股份有限公司との合弁により当社グループ初の海外生産拠点として中国現地法人「上海桑江金属科技有限公司」を設立。MIEテクノの連結子会社とする。
- 2012年（平成24年） - 株式会社MIEインターナショナルの株式持分100%のうちの90%をイシグロ株式会社へ譲渡。中国工場の生産能力を増強。
- 2016年（平成28年） - 金日実業股份有限公司による上海桑江金属科技有限公司への追加出資により、上海桑江金属科技有限公司に対するMIEテクノの出資割合が低下。持分法適用会社とする。
- 2018年（平成30年） - 株式投資単位を1000株から100株に変更するとともに10株を1株とする株式併合を実施。

## 中期経営計画
株式会社MIEコーポレーションは、中期経営計画を策定している。2017年3月までは3年単位であったが、2017年4月からは5年単位となっている。
- 2008年4月～2011年3月　中期経営計画「パワーアップ103」
- 2011年4月～2014年3月　中期経営計画「パワーアップ106」
- 2014年4月～2017年3月　中期経営計画「CHANGE&CHALLENGE」
- 2017年4月～2022年3月　中期経営計画「CHANGE&CHALLENGE Ver.2」（※2020年3月31日をもって終了した。）
- 2020年4月～2023年3月　中期経営計画「Make The Next Stage 『変革と飛躍』」
- 2023年4月～2026年3月　中期経営計画「Planting Seeds for Growth～成長に向けた種をまこう～」

## 株主総会
株式会社MIEコーポレーションの定時株主総会は、毎年6月、本社所在地である三重県桑名市にある桑名メディアライヴにて開催されている。総会終了後直ちに役員会が開かれるため、役員を交えた株主懇談会は開催されない。